# Castlevania: Dawn of Sorrow
Castlevania: Dawn of Sorrow is een platformspel en actierollenspel (ARPG) voor de Nintendo DS uit 2005. Het spel is onderdeel van de Castlevania-serie en is ontwikkeld en uitgegeven door Konami.

## Plot
Het verhaal gaat door op dat van Aria of Sorrow waarbij Dracula is verslagen en zijn krachten overgedragen op zijn incarnatie, Soma Cruz. Een geheimzinnige cultgroep wil een nieuwe Dark Lord op de troon zetten door Soma om te brengen. Hij moet proberen dit plan te stoppen.

## Spel
Het spel is een 2D side-scrolling platformspel dat overeenkomt met voorgaande delen in de Castlevania-serie. Doel van het spel is hoofdpersoon Soma Cruz door het veld te loodsen, waarbij hij onderweg vijanden verslaat. In het speelveld zijn verschillende wapens te vinden, zoals een bijl, kruis, heilig water, dolken en een stopwatch.

## Ontvangst
Dawn of Sorrow ontving positieve recensies en werd uitgeroepen tot beste DS-spel van 2005. Men prees de gameplay en visuele elementen, maar kritiek was er op de relatief hoge moeilijkheidsgraad en de lengte van het spel.
| Aggregator   | Score  |
| ------------ | ------ |
| GameRankings | 90,35% |
| Metacritic   | 89/100 |
| Publicatie   | Score  |
| Eurogamer    | 9/10   |
| Famitsu      | 33/40  |
| GameSpot     | 8,9/10 |
| GameSpy      | 4,5/5  |
| IGN          | 9,3/10 |

## Trivia
- Het spel is opgenomen in het boek 1001 Video Games You Must Play Before You Die van Tony Mott.